# Bulbophyllum dependens
Bulbophyllum dependens là một loài phong lan thuộc chi Bulbophyllum.